# Edward Sienkiewicz
Edward Sienkiewicz (ur. 13 października 1962 w Kołobrzegu, zm. 3 listopada 2020 w Koszalinie) – polski duchowny katolicki, kapłan diecezji koszalińsko-kołobrzeskiej, profesor nauk teologicznych, profesor nadzwyczajny na Wydziale Teologicznym Uniwersytetu Szczecińskiego oraz w Wyższym Seminarium Duchownym Diecezji Koszalińsko-Kołobrzeskiej w Koszalinie.

## Życiorys
W 1989 ukończył studia magisterskie w Wyższym Seminarium Duchownym w Koszalinie i przyjął święcenia kapłańskie. W 1994 uzyskał licencjat. Doktorat obronił w 1997. Habilitował się w 2006 w Rużomberku. W 2015 otrzymał tytuł naukowy profesora nauk teologicznych.
Specjalizował się w teologii dogmatycznej. W latach 2005–2008 był dyrektorem Instytutu Teologicznego w Koszalinie i pełnomocnikiem dziekana WT US do organizacji studiów w Koszalinie. Pełni funkcję kierownika Katedry Teologii Fundamentalnej Uniwersytetu Szczecińskiego. Został członkiem: Towarzystwa Teologów Dogmatyków, Stowarzyszenia Teologów Fundamentalnych w Polsce oraz Towarzystwa Naukowego w Koszalinie przy Politechnice Koszalińskiej. Dwukrotnie otrzymał Indywidualną Nagrodę Rektora Uniwersytetu Szczecińskiego za szczególne osiągnięcia naukowe (2007, 2011) i jeden raz Indywidualną Nagrodę Rektora Uniwersytetu Szczecińskiego za szczególne osiągnięcia organizacyjne (2008).
Zmarł 3 listopada 2020 w szpitalu w Koszalinie w wieku 58 lat na COVID-19.

## Publikacje
- 2003: Chrystus – sens dziejów narodu w polskiej refleksji wiary
- 2003: Koncepcja „Rewolucji Wspólnotowej” w polskiej teologii uczestnictwa
- 2005: Antyjudaizm a Ewangelia według św. Jana: nowe spojrzenie na relację czwartej Ewangelii do judaizmu
- 2006: Osoba ludzka w polskiej refleksji wiary
- 2006: Utópia alebo tajomstwo? Na`dej podl`a Ernesta Blocha a Gabriela Marcela
- 2007: Już i jeszcze nie: doczesny i eschatologiczny wymiar ludzkiej nadziei
- 2008: O odwagę patrzenia w przyszłość: nadzieja według wybranych filozofów
- 2010: Nie lękaj się, Europo
- 2011: Czy potrzebna jest polska teologia polityczna?
- 2012: Ateny i Jerozolima
- 2013: Wspólnota Kościoła
- 2014: Od wspólnoty do wspólnoty i od Paschy do Paschy
- 2015: Nowa ewangelizacja w ponowoczesnym świecie